# شهرستان لوسنتر دولا موریس
شهرستان لوسنتر دولا موریس (به انگلیسی: Le Centre-de-la-Mauricie Regional County Municipality) یک منطقهٔ مسکونی در کانادا است که در موریسی، کبک واقع شده‌است. شهرستان لوسنتر دولا موریس ۱٬۲۸۲ کیلومتر مربع مساحت و ۶۴٬۸۴۱ نفر جمعیت دارد.